# When Tyrants Kiss
When Tyrants Kiss è un film del 2004 diretto da Michael Scotto.

## Trama
Pittsburgh 1937: Harris cerca di scoprire il misterioso omicidio del fratello.